# Taşağıl, Dicle
Taşağıl là một xã thuộc huyện Dicle, tỉnh Diyarbakır, Thổ Nhĩ Kỳ.